# Fallout 4
Fallout 4 — відеогра жанру Action/RPG, сиквел Fallout 3, розроблена Bethesda Game Studios. Гра є п'ятою канонічною частиною серії, і була анонсована 3 червня 2015 року. Вихід відбувся для платформ PC, PS4 та Xbox One 10 листопада 2015 року.
Події розгортаються через 200 років після ядерної війни в околицях Бостона. Гравець виступає в ролі вихідця зі Сховища 111, котрий/котра подорожує в пошуках свого сина і вбивць дружини чи чоловіка. Він досліджує світ, виконує дані сюжетні і побічні завдання зустрінених персонажів, облаштовує постапокаліптичний світ та розвивається, подібно до Fallout 3.

## Ігровий процес

Головний герой в околицях постапокаліптичного Бостона

Fallout 4 є грою жанру Action/RPG, де можна перемикатися між видом від першої і третьої особи. Основні принципи лишилися тими ж, що і в попередніх іграх: досліджувати світ, ведучи боротьбу з ворогами, що трапляються на шляху, виконувати завдання різних персонажів задля власного розвитку і просування сюжетом. Перед початком гри можна налаштувати зовнішність протагоніста, обравши стать, колір шкіри, риси обличчя. Вперше за історію серії головний герой озвучений. Протягом гри він отримує компаньйонів, серед яких — собаку, якому можна давати різні команди, наприклад принести предмет.
У боях застосовується система VATS з третьої частини серії: поєдинок можна поставити на паузу та вибрати частину тіла противника, по якій потрібно завдати удару або вистрілити. В сутичках часто є можливість досягти перемоги хитрістю: скоротити шлях до цілі, вмовити уникнути бою. У всіх випадках потрібно високий рівень відповідних навичок.
Розвиток героя відбувається за традиційною системою S.P.E.C.I.A.L. з параметрами сили, чуттів, витривалості, харизми, інтелекту, спритності та удачі. На кожному рівні розвитку свого персонажа гравець отримує одне очко, яке вкладається в збільшення якогось із параметрів, навички, які включають спеціальні вміння та володіння різними видами зброї. Так, розвиваючи силу, герой ефективніше користується силовою бронею, а розвиваючи розум, стає вправнішим з енергетичною зброєю та вміє економити ресурси. Різний одяг, їжа і медичні препарати впливають на параметри персонажа. Так, стимулятори і харчі відновлюють здоров'я, а обладунки додають опірності до атак. Зброя і спорядження в Fallout 4 можуть потребувати ремонту і обслуговування. Деякі території та предмети заражені радіацією, що зменшує максимальний запас здоров'я.
Дії персонажа впливають на діалоги з іншими персонажами, їхнє ставлення. Практично кожна дія, пов'язана з моральним вибором, має свої наслідки. Але при цьому вибір на користь «добра» чи «зла» не є жорстким та очевидним. Вчинки героя впливають як на сюжетних персонажів, так і місцевих жителів, які обговорюють останні події у світі. Набраних компаньйонів неможливо вбити, з ними можна розвивати відносини, завойовуючи симпатію або, навпаки, несхвалення.
Гравець також може облаштовувати території Пустки, збираючи матеріали і будуючи укріплення, майструючи зброю і обладунки. Наприклад, він має змогу додати до зброї новий приціл, місткіший магазин, вдосконалити шолом чи броню рук. Знайдені предмети, такі як бляшанки, болти, можливо застосувати в будівництві при дружніх поселеннях. На розсуд гравця проектуються кімнати, інтер'єр, меблі. Добре збудовані споруди приваблюють жителів і торговців, але також і грабіжників, тому гравецеві слід турбуватися про захист.

## Системні вимоги
Мінімальні: Операційна система: Windows 7/8/10 (тільки 64-бітна); Процесор: Intel Core i5-2300 2.8ГГц / AMD Phenom II X4 945 3.0ГГц чи аналогічний; Оперативна пам'ять: 8 ГБ RAM; Жорсткий диск: 30 ГБ вільного місця на HDD; Відеокарта: NVIDIA GTX 550 Ti 2ГБ / AMD Radeon HD 7870 2ГБ чи аналогічна.
Рекомендовані: Операційна система: Windows 7/8/10 (тільки 64-бітна); Процесор: Intel Core i7 4790 3.6ГГц / AMD FX-9590 4.7ГГц чи аналогічний; Оперативна пам'ять: 8 ГБ RAM; Жорсткий диск: 30 ГБ вільного місця на HDD; Відеокарта: NVIDIA GTX 780 3ГБ / AMD Radeon R9 290X 4ГБ чи аналогічна.

## Сюжет

### Світ гри
Події Fallout 4 відбуваються в XXIII столітті, через дві сотні років після ядерної війни 2077-го року. Світ гри виражено ретрофутуристичний, тобто, відповідає уявленням про майбутнє в 1950-і роки. Ігровий світ охоплює регіон, який включає Бостон, Массачусетс та інші частини Нової Англії, що зветься Массачусетською Пусткою. На відміну від Пусток інших штатів, там порівняно хороші умови, хоча території місцями заражені радіацією. Завдяки тому, що в Бостоні проживало багато учених, штат не тільки не втратив чимало довоєнних технологій, а й розвинув нові, такі як андроїди і телепорти, силами утвореного Інституту.

### Події гри
Історія Fallout 4 починається в день ядерного бомбардування 23 жовтня 2077 року. Персонаж гравця (Нейт або Нора) спочатку живе з дружиною/чоловіком і сином Шоном у своєму будинку, не бажаючи слухати закликів влади записуватися до Сховищ компанії Vault-Tec, побудованих на випадок війни. Коли ж війна починається, герой шукає порятунку з сім'єю в Сховищі 111. Платформа з біженцями встигає спуститися під землю, де співробітники Vault-Tec обманом переконують людей лягти в кріокамери.
За якийсь час персонаж розморожується і бачить зі своєї камери незнайомців, котрі застрелюють його дружину/чоловіка і забирають сина, після чого знову занурюється в анабіоз. Минає ще якийсь час і комп'ютер Сховища 111 ініціює аварійне відімкнення кріокамер. Герой вибирається та досліджує Сховище. На персональних комп'ютерах він може дізнатися, що Vault-Tec наказали персоналу пробути під землею рік, але коли відведений час минув, ніяких вказівок не надходило. Зрештою персонал підняв бунт і покинув Сховище, залишивши біженців в анабіозі.
Герой знаходить ліфт і піднімається на поверхню, де зустрічає робота-дворецького, який повідомляє, що від часу бомбардування минуло 210 років. Взявши ім'я Останній Вцілілий, персонаж гравця вирішує досліджувати світ і дізнатися долю свого сина.
Останній Вцілілий збирає корисні речі та потрапляє в покинуте місто Конкорд. Увійшовши до Музею Свободи, він зустрічає Престона Гарві, який з товаришами переховується від розбійників. Після цього герой вирушає до порівняно благополучного міста Даймон-сіті, побудованого всередині Фенвей Парк, щоб дізнатися що-небудь про Шона. Репортер Пейпер Райт, яка шукає спосіб проникнути в місто, допомагає пройти туди і героєві. Останній Вцілілий розшукує детективне агентство, де дізнається про зниклого детектива Ніка Валентайна. Він пробирається до недобудованого Сховища 114, в якому звільняє з полону гангстерів шуканого Ніка. Той виявляється синтетом — роботом, створеним організацією, відомою як Інститут. Останній Вцілілий отримує дані про перебування в Даймонд-сіті раніше Конрада Келлоґа, імовірно причетного до викрадення його сина. Зібравши докази, герой іде до Форту Хаґен, де стикається з Келлоґом і вбиває його. Але Останньому Вцілілому вдається дізнатися, що його сина було забрано в Інститут.
З'ясувавши, що Келлоґ був кіборогом, герой добуває імплант з його мозку, в якому міститься пам'ять. За порадою Валентайна він звертається до доктора Амарі, котра допомагає прочитати записане в імпланті. Останній Вцілілий досліджує пам'ять, а Амарі радить відвідати ученого-мутанта Інституту Брайана Вергілія в покритій туманом пустці Світне море. Йому можна допомогти стати людиною, після чого герой іде до руїн Інституту Технологій Співдружності на північ від Даймонд-сіті. Там він зустрічає синтета Z2-47, одного з Мисливців Інституту, яку діють на поверхні, тоді як сам Інститут міститься під землею. Вбивши синтета, Останній Вцілілий забирає його чип, сподіваючись, що це допоможе в пошуках сина.
З чипом він вирушає до метро, населеного синтетами-втікачами, а потім до Вергіля. Той повідомляє, що в Інститут можна потрапити лише через телепорт, будівництвом якого Останній Вцілілий і займається, шукаючи допомоги в різних фракцій Пусток. Обраний помічник з союзної фракції допомагає запустити телепорт та відправити Останнього Вцілілого до Інституту.
Він опиняється під землею, де зустрічає вже старого Шона. Той пояснює: його було викрадено Інститутом 60 років тому, щоб отримати чисту ДНК для створення нових синтетів. Проте це було доручено божевільному Келлоґу, який через технології продовження життя став безумцем і вбив дружину/чоловіка Останнього Вцілілого. Самого ж Останнього Вцілілого залишили живим як запасний банк ДНК. З часом Шон очолив Інститут і планує використати його напрацювання, щоб відродити цивілізацію. Далі розвиток сюжету залежить від того, яка фракція прихильна до героя і якій він допомагав.

### Фінали
Ядерна сім'я. Якщо герой приєднується до Інституту, Шон згодом помирає від невиліковної форми раку, а Останній Вцілілий очолює Інститут. Організація знищує синтетів Метро та відбиває напад Братства Сталі, що хотіло заволодіти високими технологіями. Останній Вцілілий оголошує жителям Пустки, що Інститут відродить цивілізацію, але дасть жорстку відсіч тим, хто загрожуватиме його справі.
Ядерний вибір. Якщо герой підтримує синтетів і вчених, які бажають для них свободи, він організовує їхню втечу, приховуючи це від Шона. Коли Інститут задумує штурм Метро, Братство Сталі починає власну атаку на Інститут. Останній Вцілілий підриває дирижабль Братства, після чого захоплює телепорт і підриває ядерний реактор, а разом з ним Інститут та бійців Братства Сталі. В Массачусетській Пустці більше не лишається тих, хто б гнітив слабких і невинних.
В разі приєднання до Братства Сталі, герой вирушає на війну з Інститутом, щоб заволодіти його досягненнями. Для цього відновлюється довоєнний робот Ліберті-Прайм, який пробиває тунель для вторгнення. Знищивши цю організацію та синтетів, він відвідує сина, але той вже помирає і Останній Вцілілий лише встигає попрощатися. Ставши прославленим бійцем, Останній Вцілілий отримує почесне звання і вирушає відбудовувати світ.
Заступившись за простих жителів Пустки, мінітменів, Останній Вцілілий організовує знищення синтетів, а потім штурм Інституту. Він дізнається про таємний прохід через каналізацію. Мінітмени заволодівають ядерним реактором Інституту, ресурсами і технологіями, ставлячи їх на службу благу своєї фракції.
Після будь-яких із цих подій Останній Вцілілий визнає, що світ безповоротно змінився. Але також він говорить, що тепер готовий до майбутніх труднощів і вирушає за новими пригодами.

## Розробка

### Анонс
За словами віце-президента компанії з маркетингу та PR Bethesda Game Studios, Піта Хайнса, розробка гри почалася ще в 2008 році, але трималася в таємниці. 2 червня 2015 року був опублікований таймер, що відраховував час до 3 червня, 17:00 за київським часом (10:00 UTC). Після цього на сайті розпочалась пряма трансляція, що демонструвала бокс-арт гри. Сайт був закритий, а потім відновив роботу лише після завершення відліку таймера — був показаний офіційний трейлер.
Місцем дії гри було підтверджено Бостон, штат Массачусетс. На це натякалося і демонстрацією зображень знакових пам'яток Бостона, розміщених в Пустці. З часом розробники розкрили, що до анонсу Fallout 4 вже була в основному завершена.

### E3 2015
Вперше ігровий процес Fallout 4 продемонструвався на виставці E3 2015 керівником розробки Тоддом Говардом. Також він розповів про підтримку користувацьких модифікацій у версіях для всіх платформ. Крім того зазначалося, що на Xbox One разом з четвертою частиною користувачі зможуть пограти і в третю, проте не пояснювалося що саме мається на увазі. Згодом з'ясувалося, що Fallout 3 входитиме до видання Fallout 4 для Xbox One.
На тій же виставці було обіцяно можливість придбати чохол для смартфона у вигляді наручного комп'ютера Pip Boy для глибшого занурення в гру.

### Подальша розробка
29 червня співробітники Bethesda повідомили, що розробка Fallout 4 майже завершена. Також стало відомо про нереалізований багатокористувацький режим, від якого розробники відмовилися.
В одному з липневих інтерв'ю віце-президент Bethesda Softworks з маркетингу та PR Піт Хайнз розповів щодо особливостей дизайну гри: «Ми хочемо, щоб [в Fallout 4] був величезний світ з високим ступенем інтерактивності, де ви можете спілкуватися з персонажами, вибирати власний спосіб проходження і де кожен елемент має значення. Всі предмети в цьому світі здаються справжніми, відчутними: увійшовши в яку-небудь кімнату, ви не побачите „фальшивих“ речей. З кожною з них можна взаємодіяти. Кинули туди гранату? Вибух розкидає всі предмети в різні боки. Вам доведеться з'ясовувати, куди вони розлетілися».

### QuakeCon 2015
На заході QuakeCon 2015, 23-26 липня 2015, з'ясувалися нові подробиці Fallout 4. На відміну від попередніх ігор, у новій перки персонажа будуть прив'язані не до рівнів, а до характеристик системи SPECIAL. На кожен із параметрів припадатиме по 10 перків. Крім того деякі перки самі можна буде вдосконалити.
З деяких ситуацій можна буде вийти, покладаючись лише на прихованість і хитрощі, без застосування зброї. Іноді між учасниками протиборчих фракцій будуть відбуватися конфлікти, в які гравець зможе втрутитися. Компаньйонами головного героя зможуть стати біля десяти персонажів, на додачу до його собаки Dogmeat-а. Собака ж обшукуватиме тіла ворогів, та приноситиме певні предмети за командою. Гравці будуть вільні у розвитку романтичних стосунків з персонажами незалежно від їхньої статі.
Також компанія Prima Games спільно з Bethesda Softworks анонсувала керівництво з Fallout 4 під назвою «Керівництво з виживання мешканця сховища» (Vault Dweller's Survival Guide). У цій книзі міститиметься вичерпний опис світу гри, ігрового процесу. Книга вийде в паперовому і електронному варіантах.

### Завершення розробки
3 вересня Bethesda розповіли, що кількість діалогів у Fallout 4 перевищить їх кількість в Fallout 3 і TES: Skyrim разом взятих. Всього для гри написано понад 111000 рядків тексту. Розробка завершилася в жовтні 2015 року, а 23 жовтня гра почала копіюватися для продажу («пішла на золото»). Вихід відбувся 10 листопада.

### Подальша підтримка
В лютому 2016 року гра отримала оновлення до версії 1.3, спочатку для Windows, надалі заплановане і для PlayStation 4 з Xbox One. Оновлення, крім того, що усуває відомі помилки, вдосконалює використання грою ОЗП, додає нові алгоритми відтворення тіней, а для власників відеокарт NVIDIA надає нові ефекти від влучань пострілів. Також додається меню статусу для поселенців, можливість обертати взяті до рук предмети.
Наступне значне оновлення до версії 1.9 очікується в лютому 2017. Воно принесе підтримку можливостей консолі PS4 Pro: роздільність зображення 1440p, покращене освітлення, збільшену дистанцію промальовування дерев, трави, об'єктів і NPC, а також підвищену деталізацію сонячних променів. Для ПК-версії додасться набір нових текстур підвищеної якості.
Для ПК-версій 1 вересня 2016 студією NVIDIA Lightspeed було випущено офіційну модифікацію Vault 1080. Вона покликана демонструвати нові можливості відеокарт NVIDIA, а саме об'ємне освітлення, «оксамитові» тіні, технології затінення NVIDIA HBAO+, часток FleX і освітлення God Rays. Крім того модифікація надає можливість відвідати похмуре Сховище 1080, населене людьми, готовими піти на будь-що заради виживання.
29 березня 2016 року разом з оновленням до гри було додано новий режим складності «Виживання». У режимі виживання гравець отримуе багато обмежень, а саме:
- Вимкнено можливість шивидких подорожей.
- Вимкнено автоматичне збереження та збереження вручну з меню. Єдиний засіб фізичного збереження гри — це спати в ліжку або на матраці.
- Головний герой повинен регулярно харчуватися, пити воду та лікувати можливі хвороби.

#### Завантажувані доповнення
- Automatron — випущене 22 березня 2016 року, надає можливість конструювати роботів-супутників з уламків переможених роботів, насланих загадковим Механістом. Для доступу до вмісту доповнення персонаж гравця повинен мати 15-й рівень розвитку[23][24][25].
- Wasteland Workshop — вийшло 12 квітня 2016 року (19 квітня в Азії), дозволяє захоплювати бандитів і мутантів для влаштування зоопарку чи в'язниці, а також надає нові матеріали для будівництва і конструювання пасток[26].
- Far Harbor — випущене 19 травня 2016, є доповненням, яке додає нові локації, серед яких містечко Фар-Гарбор, а разом з ними нових персонажів, угрупування, ворогів, предмети і завдання. За масштабами воно є найбільшим з доповнень, розроблених Bethesda. Тут Останній Вцілілий прибуває до рибальницького містечка, жителі якого відлюдькуваті, а околиці наповнені мутантами і огорнені радіоактивним туманом. Місцева секта Дітей Атома прагне навернути всіх у свою віру, а в горах неподалік переховуються синтети-втікачі[27][28].
- Nuka-World — видане 29 серпня 2016 останнє сюжетне доповнення. Тут герой вирушає до покинутого парку розваг «Ядер-Світ», який поєднує кумедні декорації з розрухою і новими небезпеками. Він знайде як досі невідомі угрупування злочинців і чудовиськ зі здичавілими звірами, так і небачену досі зброю зі спорядженням[29][30].

## Оцінки і відгуки
| Агрегатор    | Оцінка                                   |
| ------------ | ---------------------------------------- |
| GameRankings | (XONE) 89.65% (PS4) 88,91 % (PC) 86,15 % |
| Metacritic   | (XONE) 88/100 (PS4) 87/100 (PC) 87/100   |

| Видання                   | Оцінка |
| ------------------------- | ------ |
| Destructoid               | 7.5/10 |
| Electronic Gaming Monthly | 9/10   |
| Game Informer             | 9/10   |
| GameRevolution            | [ 40 ] |
| GameSpot                  | 9/10   |
| GamesRadar+               | [ 42 ] |
| GameTrailers              | 9/10   |
| IGN                       | 9.5/10 |
| PC Gamer (США)            | 88/100 |
| Polygon                   | 9.5/10 |
| VideoGamer.com            | 9/10   |

Fallout 4 одразу після виходу зібрала численні позитивні відгуки критиків та гравців. Агрегатори GameRankings і Metacritic дали версії для Xbox One сукупну оцінку 89,65 % і 88/100 відповідно, PlayStation 4 — 88,91 % і 87/100, та для версії для Microsoft Windows 86,15 % і 87/100. В перший же день після виходу гра встановила рекорд з одночасної кількості гравців, яка склала 290000, випередивши GTA V. За перші три дні продажів тільки цифрової версії розробники отримали прибуток у $100 млн, продавши 1,87 млн копій.
Пітер Браун з GameSpot оцінив Fallout 4 в 9 балів з 10, відзначивши «насичений світ з цікавими персонажами і локаціями», «прекрасну гібридну бойову систему», величезну кількість завдань і нагород, інтуїтивно зрозумілу систему будівництва та майстрування та історію, яка «змушує задуматися». Також він схвально відгукнувся про систему морального вибору, яка спонукає до повторних проходжень. У числі недоліків журналіст назвав незручність інвентаря, системи управління компаньйонами і використання карти, а також графіку і деякі технічні проблеми.
Журналіст IGN Ден Степлтон поставив 9,5 / 10 і виділив серед достоїнств гри її світ, систему майстрування, сюжет, персонажів і величезну різноманітність вмісту. З недоліків він назвав баґи, але при цьому зазначив, що вони не псують враження від проходження Fallout 4.
Ден Вайтхед з Eurogamer зазначив слабкий ШІ компаньйонів в боях, падіння частоти кадрів та інші технічні вади. Але загалом він високо оцінив гру, назвавши її однією з найкращих у 2015 році.
Журналіст Destructoid Кріс Картер дав оцінку 7,5 / 10 зі словами: «у Fallout 4 перекочувало безліч типових проблем серії, але разом з ними вона успадкувала і її чарівність. Розробникам вдалося багато чого зробити як треба, але сюжет надто нерівний, і глюки… глюки ніколи не змінюються».

### Нагороди
Game Critics Awards: Найкращий проект Е3 2015, Найкраща рольова гра, Найкраща гра для ПК.

## Супутня продукція
- Fallout Shelter — відеогра для мобільних платформ, розроблена Bethesda Game Studios спільно з Behaviour Interactive, та випущена 14 червня 2015 року для iOS і 13 листопада для Android. В цій грі слід керувати розвитком підземного сховища, розбудовувати його, слідкувати за добробутом жителів та оборонятися від нападів мутантів і бандитів з поверхні[52].
- Vault Dweller's Survival Guide — книга обмеженого накладу, яка містить вичерпні інструкції та довідкові матеріали з Fallout 4. В ній знаходяться карти ігрового світу, інформація про проходження гри, завдання, можливі нагороди та знахідки, розвиток персонажа, поради зі збору матеріалів та будівництва і майстрування[53].
- Pip-Boy — муляж портативного комп'ютера Pip-Boy, в який вставляється смартфон діагоналлю 5,1 дюйма. За встановлення спеціального додатка на смартфон, муляж набуває вигляду і удаваних функцій Pip-Boy, зображеного у грі. Входив до складу видання Pip-Boy Edition[54][55].
- The Art of Fallout 4 — колекційна книга, видана накладом 5000 примірників, що містить 384 сторінки з ілюстраціями та концепт-артами за світом гри[56].

Крім того існують численні аксесуари, одяг, за темою Fallout 4 та з символікою серії.

## Цікаві факти
У червні 2015 року шанувальник серії Fallout, котрий представився громадськості як Сет, оформив попереднє замовлення Fallout 4, розплатившись валютою світу гри — кришечками від пляшок (2204 кришечки, що складає близько 5 кг). Bethesda прийняла таку оплату і 24 червня підтвердила замовлення, на додачу перевівши цю «валюту» у внутрішньоігрову в Fallout 3.